# Pwani
För provinsen i Kenya med samma namn, se Kustprovinsen

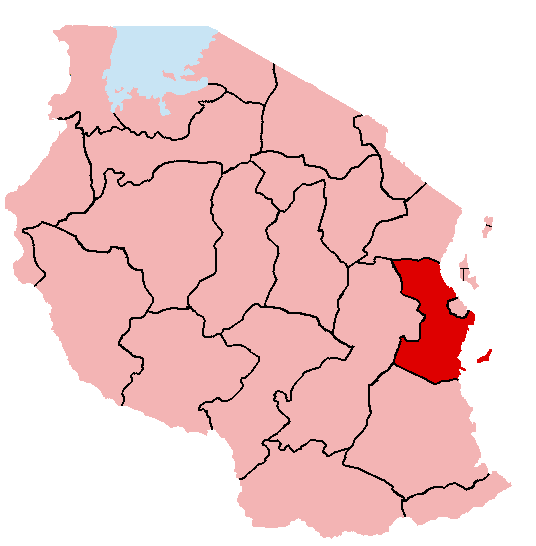
Pwaniregionens läge i Tanzania.

Pwani är en av Tanzanias 26 regioner. Den omger landets största stad, Dar es-Salaam (som är en separat region), och är belägen i den östra delen av landet, med kust mot Indiska oceanen. Vilken som är regionens administrativa huvudort är något oklart, en del källor anger Kibaha men även Kisiju och Dar es-Salaam står nämnda som regionens huvudort av olika källor. Regionen har en beräknad folkmängd av 1 038 653 invånare 2009 på en yta av 32 407 km². Mafiaön, en av de tre stora öarna utanför Tanzanias kust, hör till regionen.

## Administrativ indelning
Pwani är indelad i sex distrikt:
- Bagamoyo
- Kibaha
- Kisarawe
- Mafia
- Mkuranga
- Rufiji

## Urbanisering
Regionens urbaniseringsgrad beräknas till 24,00 % år 2009, en ökning från 23,50 % året innan. Det finns inga större städer i regionen, och vid den senaste folkräkningen (år 2002) hade sju orter över 10 000 invånare: 
| Ort        | Distrikt | Invånarantal 2002 |
| ---------- | -------- | ----------------- |
| Bagamoyo   | Bagamoyo | 28 368            |
| Tumbi      | Kibaha   | 21 895            |
| Mlandizi   | Kibaha   | 17 324            |
| Maili Moja | Kibaha   | 11 660            |
| Kibiti     | Rufiji   | 11 395            |
| Chalinze   | Bagamoyo | 10 469            |
| Ikwiriri   | Rufiji   | 10 029            |

Kibaha hade 8 948 invånare (2002). 